# Augusto Ermentini
Augusto Ermentini (Genova, 27 novembre 1927 – Brescia, 9 luglio 2014) è stato uno psichiatra, psicologo, criminologo e antropologo italiano.
Fu psicologo forense, rorschachista ed esperto di antropologia culturale.

## Biografia
Nacque a Genova nel 1927 da Carlo Ermentini e Olga Tadini.
Intrapresi gli studi di medicina presso l'Università di Modena, si laureò nell'anno accademico 1952-1953.
Dopo la laurea trascorse un anno come assistente volontario presso l'Istituto neuropsichiatrico "San Lazzaro" di Reggio Emilia, allora diretto da Virginio Porta, occupandosi di psichiatria sociale e di psichiatria dinamica e iniziando, sotto la guida dello stesso Porta, gli studi sul test di Rorschach.
Dall'anno accademico 1955-1956 iniziò a frequentare la Clinica delle malattie nervose e mentali dell'Università di Milano, diretta da Giuseppe Carlo Riquier, occupandosi in particolare di psicologia clinica.
Nel 1957 si specializzò in psichiatria presso l'ateneo milanese con il massimo dei voti e la lode, discutendo una tesi su La patogenesi dell'ansia. Un anno dopo fu nominato consulente psicologo e psichiatra dell'Ente comunale di assistenza (ECA) di Milano, contribuendo all'organizzazione psicosociale di un Istituto per minorenni disadattati e dei gerontocomi amministrati dall'ente. Da questa attività ebbero origine alcuni lavori riguardanti la psichiatria infantile e la psicogeriatria, con particolare riferimento al recupero dei soggetti anziani attraverso la psicoterapia. Ermentini collaborò ancora con l'ECA dal 1965 al 1970, svolgendo attività scientifica e didattica.
Dal 1959 la sua collaborazione con la Clinica psichiatrica dell'Università di Milano, diretta da Carlo Lorenzo Cazzullo, divenne regolare: prestò servizio nel reparto uomini e organizzò e diresse il reparto di psicologia clinica, svolgendo contemporaneamente attività di carattere scientifico, i cui frutti si concretizzarono con la pubblicazione di ricerche di psicologia clinica, psicofarmacologia e psicopatologia.
Nel 1962 partecipò all'attività scientifica della Clinica psichiatrica dell'Università di Ginevra, diretta da Julian De Ajuriaguerra. Seguì inoltre il seminario per esperti nella tecnica di applicazione del reattivo psicodiagnostico di Rorschach, frequentò lezioni ed esercitazioni di relaxation psychotérapique presso il Policlinico universitario di Ginevra e discusse alcuni casi di psicoterapia infantile sotto la direzione di Michel Gressot.
Rientrato in Italia, conseguì nel 1963 la libera docenza in psichiatria. Continuò quindi gli studi di psicogeriatria e di psicologia clinica e nel 1964 iniziò la pubblicazione, conclusa nel 1969, dei Contributi di psicologia clinica, una raccolta di studi inerenti al disadattamento nel campo del lavoro, all'igiene mentale, alla psicologia clinica, alla psicopatologia.
Diresse inoltre il Reparto di psicodiagnostica e di psicologia clinica della Clinica psichiatrica di Milano e dal 1960 al 1971 insegnò Psicologia clinica, psicodiagnostica e psicodinamica nelle Scuole di specializzazione in psichiatria e neuropsichiatria infantile dell'Università di Milano. Nell'ottobre 1970 ottenne la libera docenza anche in antropologia criminale. Negli anni successivi insegnò, nella Facoltà di medicina di Milano, Antropologia criminale (1972-1977), Psicopatologia generale (1977-1978) e Clinica psichiatrica (1978-1980). Fu inoltre docente incaricato a Trento di Tecniche psicometriche (1970-1971) e di Psicologia dinamica nella Facoltà di sociologia (1971-1974).
Nel 1980 divenne professore ordinario di Clinica psichiatrica a Brescia, mantenendo l'incarico fino al 2000.
Membro di numerose associazioni, fu vicepresidente della Società italiana di antropologia e presidente della Società italiana di psicologia clinica.
Nel 1977 venne nominato dal Ministero dell'interno membro del gruppo di lavoro costituito per lo studio, la progettazione e la realizzazione di sistemi di raccolta, di analisi e di valutazione delle informazioni in materia di polizia criminale.
Si occupò inoltre di transessualismo, con studi di antropologia culturale e criminologici, collaborando alla stesura della legge sul cambiamento di sesso per i transessuali (Legge n. 164 del 14 aprile 1982).
Autore prolifico, ebbe al suo attivo quasi 200 pubblicazioni nel campo della psicopatologia, della criminologia, della psichiatria e della psicoanalisi.